# Урал М-62
Урал М-62 — советский тяжёлый мотоцикл с коляской. Выпускался Ирбитским мотоциклетным заводом (ИМЗ «Урал») с 1961 по 1965 годы.

## История создания и конструкция
С 1961 года начали выпуск модели М-62 параллельно со сборкой прежней модели М-61. Новый мотоцикл отличался новым распределительным валом и механизмом автоматического опережения зажигания, благодаря которому мощность двигателя увеличилась на 2 л. с. и составила 28 л.с. Подверглась модернизации и коробка передач — вместо кулачковых были установлены зубчатые муфты включения. Коробка передач была унифицирована с мотоциклами Киевского мотозавода (КМЗ). Кроме того, в новой модели были увеличены ходы подвесок и изменена форма кожухов передней вилки.

## Техническая характеристика мотоцикла Урал М-62
- Габаритные размеры, мм
  - длина 2420
  - ширина 1650
  - высота 1100

- База мотоцикла (расстояние между осями колес), мм 1435[1].

- Дорожный просвет при полной нагрузке и нормальном давлении в шинах, мм 125

- Колея, мм 1130

- Максимальная скорость, км/ч 95[1]

- Масса, кг 320

- Максимальная нагрузка, кг 255

- Средний эксплуатационный расход топлива на 100 км пути при движении в различных дорожных условиях с переменной нагрузкой, л 6

Двигатель
- Тип: четырехтактный, карбюраторный, двухцилиндровый с оппозитным расположением цилиндров, воздушным охлаждением

- Рабочий объем, см3 649
- Диаметр цилиндра, мм 78

- ход поршня, мм 68

- Степень сжатия 6,2

- Максимальная мощность, л.с. (кВт) 28[1] (20,6) при 4200-4800 об/мин

- Максимальный крутящий момент, Нм (кгс·м) 44 (4,5) при 3500 об/мин[2]

- Карбюратор: К-38

- Воздухоочиститель: комбинированный  фильтр с двухступенчатой очисткой: инерционной и контактно-масляной

Трансмиссия
- Сцепление: сухое двудисковое, ведомые диски с накладками с обеих сторон

- Карданная передача: карданный вал с эластичной муфтой и шарниром на игольчатых подшипниках

- Главная передача: пара конических колес со спиральными зубьями, передаточное число — 4,62

- Коробка передач: четырехступенчатая, с передаточными числами на 1,2,3,4 передачах 3,6;2,28;1,7;1,3 соответственно

Электрооборудование
- Система зажигания — батарейная

- Напряжение, В 6

- Аккумуляторная батарея: 3МТ-12

- Генератор: Г-414 (Г65 на ранних версиях[2])

- Реле-регулятор: РР-31  (РР-302)

- Прерыватель-распределитель: ПМ05

- Катушка зажигания: Б201

Ходовая часть
- Рама: трубчатая двойная закрытого типа

- Подвеска переднего колеса: телескопическая вилка с гидравлическими амортизаторами двустороннего действия

- Подвеска заднего колеса: свечная

- Ход переднего колеса, мм 140[2]

- Ход заднего колеса, мм 80[2]

- Размер шин, дюйм 3,75-19

- Тормоза: колодочные, с фрикционными накладками на переднем и заднем колесе

Заправочные объемы
- Топливный бак, л 22

- Картер двигателя, л 2

- Картер коробки передач, л 0,8

- Картер главной передачи, л 0.15

- Воздухоочиститель, л 0.2